# Peter Aldridge
Peter Aldridge (* 11. Januar 1963) ist ein ehemaliger jamaikanischer Radrennfahrer.

## Sportliche Laufbahn
Aldridge war Bahnradsportler und Straßenradsportler. Er war Teilnehmer der Olympischen Sommerspiele 1980 in Moskau, 1984 in Los Angeles und 1988 in Seoul.
Im olympischen Straßenrennen in Moskau schied er aus. Im Punktefahren 1984 wurde er auf dem 17. Rang klassiert. In Seoul wurde er 22. im Punktefahren.
Bei den Panamerikanischen Spielen 1983 gewann er die Bronzemedaille im Punktefahren. Bei den Zentralamerika- und Karibikspielen 1986 gewann er das Punktefahren.